# Science-Fiction-Jahr 2017
Übersicht

◄◄ | ◄ | 2013 | 2014 | 2015 | 2016 | Science-Fiction-Jahr 2017 | 2018 | 2019 | 2020 | 2021 | ►

Weitere Ereignisse